# Indíbil
Indíbil (en llatí: Indibilis; grec antic: Ἀνδοβάλης, però Ἰνδίβιλις en Apià, qui beu de fons llatines) fou un cabdill dels ilergets.
Apareix esmentat el 218 aC dirigint els auxiliars hispans del general cartaginès Hannó, governador de les províncies al nord de l'Ebre, que fou derrotat per Gneu Corneli Escipió Calb. Indíbil fou fet presoner, però més tard alliberat. El 217 aC apareix amb el seu germà Mandoni atacant el territori de tribus aliades de Roma; tanmateix, les victòries romanes el van forçar a romandre aturat.
El 212 aC, va dirigir una força de 7.500 soldats que es van unir a Àsdrubal (fill de Giscó). Les operacions van acabar amb la mort d'Escipió, pare de Publi Corneli Escipió. Els romans van començar a crear mala maror entre els ibers envers els cartaginesos, també va afavorir el distanciament entre ibers i cartaginesos l'arbitrària conducta d'Àsdrubal, que els va exigir diners i el lliurament de la dona de Mandoni i les filles d'Indíbil com a ostatges i garants de la seva fidelitat; els va començar a separar dels cartaginesos. Els ostatges van caure en mans del jove Publi Corneli Escipió quan es va apoderar per sorpresa de Cartago Nova, i el romà les va tractar amb tota l'amabilitat i distinció que els corresponia. Aquests fets van fer decidir als dos germans d'abandonar el partit cartaginès, i les seves forces es van unir a Escipió el 209 aC i es va signar un tractat d'aliança. La campanya va acabar amb la victòria romana de Baecula.
El 206 aC, les informacions sobre la malaltia i mort d'Escipió van induir Indíbil i Mandoni a una revolta general dels ilergets i tribus aliades. Aviat es va saber que Escipió estava viu, però el general romà no estava disposat a deixar la revolta sense càstig. Va travessar l'Ebre, va derrotar els ilergets i els va ocupar el seu camp fent una gran matança. Mandoni es va presentar al camp romà personalment i es va sotmetre al general, que li va perdonar la vida i la del seu germà i els va restaurar en la seva condició d'aliats a canvi del pagament d'una quantitat de diners.
Quan el 205 aC Escipió va sortir d'Hispània i va anar a Àfrica, Indíbil es va tornar a revoltar. Va reunir un exèrcit de trenta mil soldats i quatre mil cavallers. Però els romans, dirigits per Luci Lèntul i Luci Manli Acidí, es van enfrontar als rebels i els van derrotar, i Indíbil va morir en la lluita. Mandoni es va poder escapar amb les restes de l'exèrcit, però aviat fou lliurat als romans pels propis seguidors, i executat.

### Llegat
Aquest fet històric d'Indíbil i Mandoni ha inspirat alguns artistes a les seves creacions. Per exemple Àngel Guimerà, l'any 1875, va escriure un poema anomenat Indíbil i Mandoni, que més tard va convertir en una obra de teatre. L'escultor Medard Santmartí va esculpí el monument Indíbil i Mandoni situat a l'antiga entrada de la ciutat de Lleida. El compositor Enric Morera va compondre per a orquestra, cap al 1895, el Poema simfònic Indíbil i Mandoni. Cant III. Marxa al suplici, inspirat en l'antic poema d'Àngel Guimerà.